# Имени Артёма (Кривой Рог)

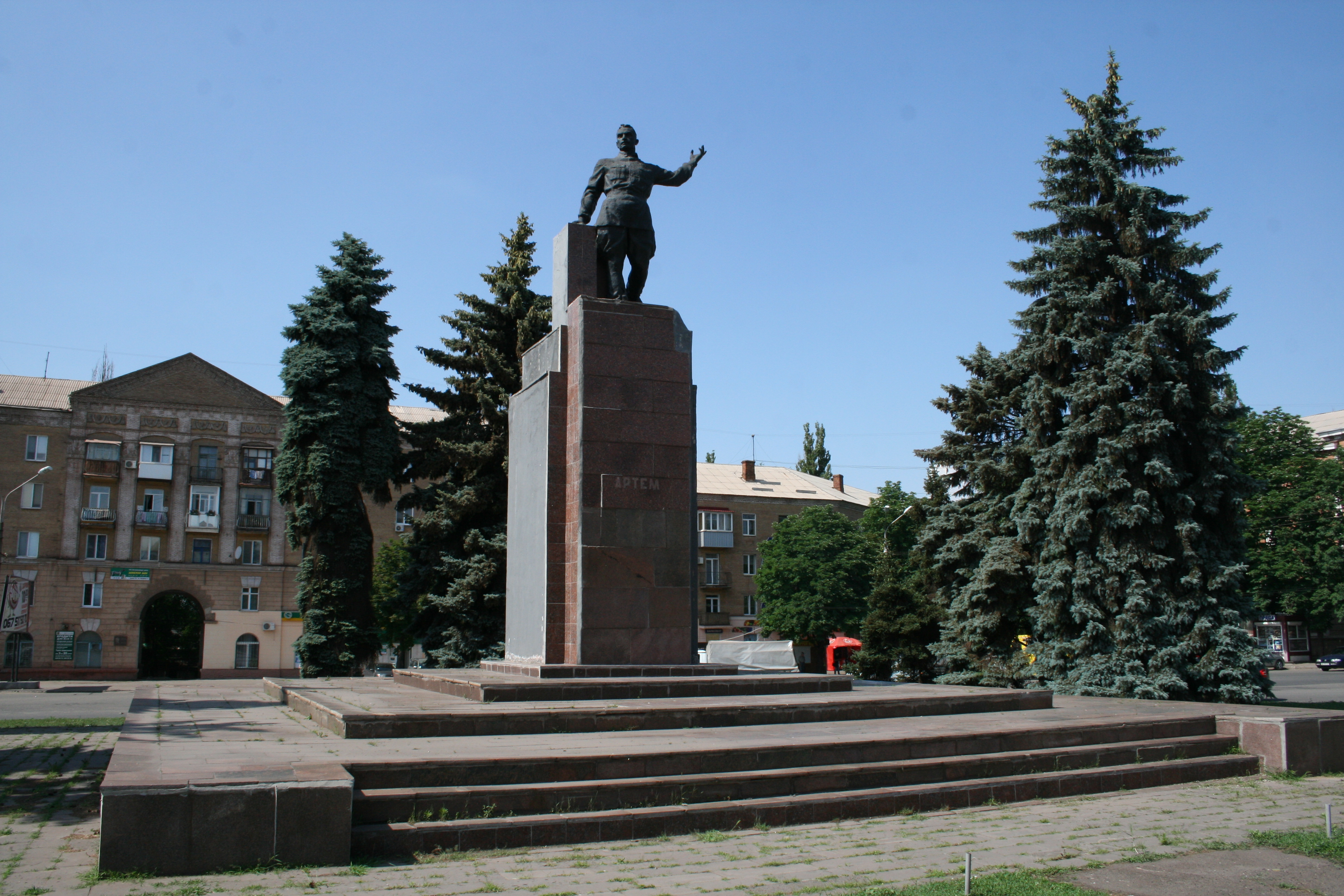
Бывший памятник Артёму на бывшей площади Артёма

Имени Артёма (разг. Артём) — исторический район, жилой массив в Саксаганском районе города Кривой Рог Днепропетровской области.

## История
Заложен в 1880-х годах как горняцкий посёлок Галковского рудника. Состоял из землянок и бараков.
Развитие получил с начала 1930-х годов. Застраивался в 1940—1980-х годах. 

## Характеристика
Центральная часть Саксаганского района. Центр района — площадь Владимира Великого.
Состоит из 20 улиц с населением более 20 тысяч человек.
Расположены промышленные объекты бывшего рудоуправления имени С. М. Кирова, парк «Саксаганский», сквер Героев Чернобыля, СПТУ, школы, спортивные комплексы и другое.